# Mushashin
Mushashin (tiếng Ả Rập: موشاشين) là một ngôi làng Syria nằm ở phó huyện Jubb Ramishima ở huyện Masyaf, Hama. Theo Cục Thống kê Trung ương Syria (CBS), Mushashin có dân số 605 trong cuộc điều tra dân số năm 2004.